# Blitz farkasfalka
A Blitz farkasfalka a Kriegsmarine tengeralattjárókból álló második világháborús támadóegysége volt, amely összehangoltan tevékenykedett 1942. szeptember 22. és 1942. szeptember 26. között az Atlanti-óceán északi felének középső részén. A csoport 19 búvárhajóból állt, feladata során hét hajót elsüllyesztett. Tömegük 31 492 tonna volt. A falka legeredményesebb tengeralattjárója az U–617 volt, amely három hajót talált el. Ebben a küldetésben egyik búvárhajó sem süllyedt el.

## Története
Az első hajót az U–582 süllyesztette el szeptember 22-én reggel. A norvég Vibran mintegy 600 kilométerre haladt az Azori-szigetektől észak-északnyugatra. A fedélzeten tartózkodó 48 ember meghalt. Másnap az U–617 elsüllyesztette a Liverpoolba tartó, 13 250 tonna melaszt és alkoholt szállító brit Athelsultant. A támadást tíz ember élte túl, 51 meghalt. Ugyanezen a napon az U–617 hullámsírba küldte a brit Tennessee-t, amely 3438 tonna búzát szállított. A 35 fős legénység 15 tagja meghalt. Szeptember 24-én egy belga hajót, a 4586 tonnányi általános rakománnyal haladó Roumanie-t süllyesztette el a tengeralattjáró 450 kilométerre délnyugatra Izland-tól. A 43 fős legénységből csak Pierre Suykerbuyk főgépész maradt életben, őt felvette az U–617, és Saint-Nazaire-ba vitte.
Szeptember 24-én az U–619 öt torpedóval kettétörte az amerikai John Winthropot. Az 52 fős legénység meghalt. Másnap az U–216 négy torpedót lőtt ki a Boston nevű egykori utasszállítóra. Két torpedó becsapódott, majd hét perc múlva a hajó az oldalára dőlt. A fedélzeten tartózkodó 66 emberből 49-et sikerült kimenteni. A falka utolsó áldozata a brit Yorktown volt, amelyet az U–619 süllyesztett el. A hatvan fős legénységből 18 meghalt.

### A farkasfalka tengeralattjárói
| A hajó száma | Parancsnoka              | Részvétel kezdete    | Részvétel vége       |
| ------------ | ------------------------ | -------------------- | -------------------- |
| U–216        | Karl-Otto Schultz        | 1942. szeptember 22. | 1942. szeptember 26. |
| U–221        | Hans-Hartwig Trojer      | 1942. szeptember 22. | 1942. szeptember 26. |
| U–258        | Wilhelm von Mässenhausen | 1942. szeptember 22. | 1942. szeptember 26. |
| U–259        | Klaus Köpke              | 1942. szeptember 22. | 1942. szeptember 26. |
| U–260        | Hubertus Purkhold        | 1942. szeptember 22. | 1942. szeptember 26. |
| U–356        | Georg Wallas             | 1942. szeptember 22. | 1942. szeptember 26. |
| U–410        | Kurt Sturm               | 1942. szeptember 22. | 1942. szeptember 26. |
| U–437        | Werner-Karl Schulz       | 1942. szeptember 22. | 1942. szeptember 26. |
| U–582        | Werner Schulte           | 1942. szeptember 22. | 1942. szeptember 26. |
| U–595        | Jürgen Quaet-Faslem      | 1942. szeptember 22. | 1942. szeptember 26. |
| U–597        | Eberhard Bopst           | 1942. szeptember 22. | 1942. szeptember 26. |
| U–599        | Wolfgang Breithaupt      | 1942. szeptember 22. | 1942. szeptember 26. |
| U–607        | Ernst Mengersen          | 1942. szeptember 22. | 1942. szeptember 26. |
| U–615        | Ralph Kapitzky           | 1942. szeptember 22. | 1942. szeptember 26. |
| U–617        | Albrecht Brandi          | 1942. szeptember 22. | 1942. szeptember 26. |
| U–618        | Kurt Baberg              | 1942. szeptember 22. | 1942. szeptember 26. |
| U–619        | Kurt Makowski            | 1942. szeptember 22. | 1942. szeptember 26. |
| U–661        | Erich von Lilienfeld     | 1942. szeptember 22. | 1942. szeptember 26. |
| U–755        | Walter Göing             | 1942. szeptember 22. | 1942. szeptember 26. |

### Elsüllyesztett hajók
| Dátum                | A búvárhajó száma | A hajó neve   | Nemzetisége        | Vízkiszorítása | Konvoj |
| -------------------- | ----------------- | ------------- | ------------------ | -------------- | ------ |
| 1942. szeptember 22. | U–582             | Vibran        | Norvégia           | 2993           |        |
| 1942. szeptember 23. | U–617             | Athelsultan   | Egyesült Királyság | 8882           | SC–100 |
| 1942. szeptember 23. | U–617             | Tennessee     | Egyesült Királyság | 2342           | SC–100 |
| 1942. szeptember 24. | U–617             | Roumanie      | Belgium            | 3563           | SC–100 |
| 1942. szeptember 24. | U–619             | John Winthrop | Egyesült Államok   | 7176           | ON–131 |
| 1942. szeptember 25. | U–216             | Boston        | Egyesült Királyság | 4989           | RB–1   |
| 1942. szeptember 26. | U–619             | Yorktown      | Egyesült Királyság | 1547           | RB–1   |